# Corydalis kushiroensis
Corydalis kushiroensis är en vallmoväxtart som beskrevs av T. Fukuhara. Corydalis kushiroensis ingår i släktet nunneörter, och familjen vallmoväxter. Inga underarter finns listade i Catalogue of Life.